# Хидака (Коти)
Хидака (яп. 日高村 Хидака-мура) — село в Японии, находящееся в уезде Такаока префектуры Коти. Площадь села составляет 44,88 км², население — 5051 человек (1 августа 2014), плотность населения — 112,54 чел./км².

## Географическое положение
Село расположено на острове Сикоку в префектуре Коти региона Сикоку. С ним граничат город Тоса и посёлки Сакава, Оти, Ино.

## Население
Население села составляет 5051 человек (1 августа 2014), а плотность — 112,54 чел./км². Изменение численности населения с 1980 по 2005 годы:
| 1980 | 6100 чел. |  |
| 1985 | 6341 чел. |  |
| 1990 | 6223 чел. |  |
| 1995 | 6105 чел. |  |
| 2000 | 5968 чел. |  |
| 2005 | 5895 чел. |  |